# Troitsk, Moskva
Huyện Troitsk (tiếng Nga: ? райо́н) là một huyện hành chính tự quản (raion), của Tỉnh Moskva, Nga. Huyện có diện tích 7 km², dân số thời điểm ngày 1 tháng 1 năm 2000 là 31200 người. Trung tâm của huyện đóng ở Troitsk.